# همسر یک مرد مهم
همسر یک مرد مهم (عربی: زوجة رجل مهم) یک فیلم به کارگردانی محمد حسن خان است که در سال ۱۹۸۸ منتشر شد. از بازیگران آن می‌توان به احمد زکی اشاره کرد. این فیلم در فستیوال فیلم دمشق موفق به کسب مدال نقره در سال ۱۹۷۸ شد.